# Çemişgezek
Çemişgezek (arménien : Չմշկածագ-Tchimichgadzak) est une ville et un district de la province de Tunceli dans la région de l'Anatolie orientale en Turquie.

## Villages alentour
Pour une liste des villages arméniens de la région, voir ici Tchimichgadzak.

## Histoire
Çemişgezek doit son nom (en arménien Չմշկածագ = ուր որ Չմշկիգը ծագեցաւ, là où Tzimiskes est né) à un général arménien qui y est né Jean Tzimiskes, commandant des forces byzantines qui, après avoir vaincu les Arabes en Mésopotamie, revint à Constantinople et usurpa le trône impérial. Il régna du 11 décembre 969 au 10 janvier 976.
Avant 1915, la ville comptait une importante population de chrétiens arméniens, qui furent déportés et exterminés sur ordre des autorités jeunes-turques.